# Shareware
In informatica lo shareware è un tipo di licenza software molto popolare sin dai primi anni novanta. Vengono distribuiti sotto tale licenza in genere programmi facilmente scaricabili via Internet o contenuti in CD e DVD quasi sempre allegati alle riviste di informatica in vendita in edicola.
Il software sotto tale licenza può essere liberamente ridistribuito, e può essere utilizzato per un periodo di tempo di prova variabile (generalmente 30 o 60 giorni). Scaduti questi termini, per continuare ad utilizzare il software è necessario registrarlo presso la casa produttrice, pagandone l'importo. All'avvio dell'applicazione shareware, generalmente un Nag Screen informa l'utente su come effettuare la registrazione e sulle condizioni di utilizzo.
La versione di prova può avere, in aggiunta o in alternativa alla durata limitata, rispetto alla versione completa, limitazioni quali l'impossibilità di stampare o salvare i file o simili, numero di utilizzi limitato, contenere al suo interno meccanismi di protezione tali da impedire di utilizzare il software dopo la scadenza, mancanza di supporto del produttore, watermarks audio o video sovraimposti ai file multimediali prodotti e altro, tuttavia queste limitazioni possono esser aggirate da alcuni programmi specializzati, quali crack o keygen.
Una volta acquistata la versione completa viene generalmente fornito un codice seriale da inserire nell'applicativo per sbloccarne le funzioni senza dover effettuare una nuova installazione.

## Storia
Nel 1982 Andrew Fluegelman ha creato un programma per IBM chiamato PC-Talk, un programma di telecomunicazioni, per il quale ha usato il termine freeware. All'incirca nello stesso periodo, Jim "Button" Knopf ha distribuito PC-File, un programma di database, definendolo user-supported software.. Non molto tempo dopo, Bob Wallace ha prodotto PC-Write, un elaboratore di testo, da lui definito shareware. Durante un episodio del programma televisivo Horizon intitolato Psychedelic Science  andato in onda il 5 aprile 1998, Bob Wallace ha dichiarato di aver avuto l'idea di shareware in un certo senso grazie alle sue esperienze psichedeliche..
Nel 1984, sul magazine Softalk-PC compariva la rubrica The Public Library a proposito di tale software. Se da una parte l'espressione Di Pubblico Dominio risultava poco appropriata per definire lo shareware, dall'altra quella di Freeware risultava come marchio registrato da Fluegelman così da non poter essere utilizzata legalmente da altri, mentre la designazione User-supported appariva troppo ingombrante. Così l'editor Nelson Ford bandì un concorso per trovare un nome migliore.
Il nome che risultò più popolare fu Shareware, poi utilizzato da Bob Wallace. Tuttavia, Wallace ha ammesso di aver preso in prestito il termine dal nome di una rubrica della rivista InfoWorld nel 1970, e ritenuto che il nome fosse comune, il suo uso si affermò per i software freeware e user-supported.
Fluegelman, Knopf, e Wallace elessero lo shareware a metodo di commercializzazione del software, ed è grazie a questo modello che diventarono milionari.
Durante la fine degli anni ottanta e l'inizio dei novanta, il software shareware è stato ampiamente distribuito a livello globale su bulletin board system e dischetti (in seguito CD-ROM) attraverso cataloghi commerciali. Un distributore, Public Software Library (PSL), ha poi dato il via ad un servizio di presa in carico degli ordini per i programmatori che, altrimenti, non avrebbero potuto accettare pagamenti con carta di credito.
Con il diffondersi sempre maggiore dell'utilizzo di Internet, gli utenti iniziarono a scaricare programmi shareware da FTP o da siti web senza oneri. In un primo momento, era difficile reperire spazio sui server, così furono sviluppate reti mirror come Info-Mac, contenenti biblioteche shareware di grandi dimensioni, accessibili via web o ftp. Più tardi, gli autori di programmi svilupparono siti propri dai quali il pubblico poteva accedere alle informazioni sui loro programmi e scaricare le ultime versioni, e anche pagare per il software online. Così è venuta meno una tra le principali peculiarità dello shareware, dal momento in cui si è prediletto scaricare da una posizione centrale "ufficiale", al posto della condivisione in stile samizdat direttamente tra utenti.
L'utilizzo di Internet ha anche reso più facile individuare i software di nicchia, così come quelli più popolari. Durante i primi anni duemila, e con la crescente popolarità del Web 2.0, sono stati resi disponibili nuovi modi per filtrare i software. I principali siti di download cominciarono a classificare i titoli basandosi su qualità, feedback e download ponendo in cima alle liste i software più popolari; inoltre i Blog e i forum online consentivano ai singoli utenti di condividere le loro preferenze. In questo modo i consumatori acquisirono uno strumento per trovare più facilmente i software di miglior qualità, pur mantenendo la capacità di scoprire prodotti di nicchia.

## Implementazioni
Il software libero e l'open source sono simili allo shareware nella misura in cui possono essere ottenuti senza il pagamento di un onere. Lo shareware si differenzia da software libero e open source per il fatto che, spesso, all'interno del programma stesso sono inserite richieste di donazioni volontarie e in più per il fatto che il codice sorgente dei programmi shareware in genere non è disponibile in una forma che consenta ad altri di estendere il programma. Nonostante la tradizione, anche qualche autore di software libero o open source chiede donazioni volontarie, nonostante non vi sia alcun obbligo di farlo. In genere i software gratuiti e quelli open-source sono compatibili con le rigorose linee guida dello shareware dettate dall'Association of Software Professionals (ASP).
A volte, il pagamento di oneri per il conseguimento di una password permette di accedere alle funzioni estese, documentazione o supporto. In altri casi, l'uso non retribuito del software è limitato nel tempo o nelle sue funzioni – in qual caso il software è volgarmente detto crippleware o trialware. Alcuni software, definiti nagware, mostrano una finestra pop-up con inserzioni pubblicitarie, che possono essere rimosse unicamente attraverso una donazione, di solito progettate per infastidire l'utente ed incoraggiarlo a pagare. Altri shareware invece non richiedono un pagamento, bensì un indirizzo e-mail ad uso del fornitore.
Lo shareware è disponibile su tutte le principali piattaforme, tra cui Microsoft Windows, Macintosh, Linux e Unix. I titoli coprono un'ampia gamma di categorie tra cui: business, sviluppo software, istruzione, casa, multimedia, design, drivers, giochi e programmi di utilità. Grazie al suo basso costo, il modello shareware è spesso l'unica pratica per la distribuzione di software non libero per piattaforme orfane o abbandonate, come l'Atari ST e Amiga.

## Logistica
Attraverso lo shareware, uno sviluppatore riesce ad aggirare la distribuzione al dettaglio eliminando l'intermediazione, commerciando direttamente con l'utente finale. I risultati sono: un prezzo ridotto per l'utente finale e il contatto diretto con l'autore del software. Gli utenti shareware sono incoraggiati a copiare e distribuire versioni non registrate del software ad amici, colleghi e conoscenti. La speranza è che il programma risulti utile o divertente così che gli utenti paghino per poter accedere a tutte le funzioni.
Nella prima metà degli anni novanta, fecero la loro comparsa online alcuni canali di distribuzione come Download.com, Tucows, Yahoo! e RealArcade. Questi portali agivano come canali di distribuzione per gli sviluppatori di shareware, raggiungendo un pubblico molto più ampio di prima.
Molti sviluppatori di shareware sono programmatori individuali che lavorano ai propri prodotti. Le comunità online per gli sviluppatori, come alt.comp.shareware.authors su newsgroup, sono spesso utilizzate dagli utenti con lo scopo di inviare suggerimenti per potenziali implementazioni.

## Videogiochi
I videogiochi shareware, piuttosto popolari fra la fine degli anni ottanta e la metà degli novanta nel mercato dei compatibili IBM con sistema operativo DOS, erano inizialmente programmi piuttosto semplici e realizzati da una sola persona, distribuiti tramite BBS o floppy disk allegati a riviste. A differenza dei programmi, spesso i giochi erano completi e dotati di un documento o una scritta che pregava di pagare l'autore per il suo lavoro. Questo fino a che Scott Miller, fondatore della Apogee Software, dati gli scarsi guadagni realizzati con questa metodologia, pensò di suddividere i propri giochi in "episodi", permettendo la distribuzione gratuita del primo e vendendo gli altri tramite corrispondenza. Altre software house che seguirono questo metodo distributivo sono state Softdisk, Epic MegaGames e id Software.

## Critica
Durante gli anni ottanta e la prima metà degli anni novanta, lo shareware veniva considerato come uno strumento per far sì che anche i programmatori indipendenti ricevessero un compenso per il loro lavoro. Tuttavia, non molto tempo dopo, il modello shareware ha iniziato ad essere mortificato dal momento che il termine è stato usato da imprese startup per software a pagamento, spesso di natura scadente, o per designare versioni demo limitate (definite crippleware). Di conseguenza, nei primi anni del ventunesimo secolo, il termine shareware è stato utilizzato meno, sostituito dal termine “demo” per i software di prova o freeware per le edizioni complete.
Alcune tipologie di shareware hanno standard liberali, consentendo Nag Screen per ricordare all'utente la possibilità di acquistare il software, oppure la natura “demo” o trialware della versione in uso. Altri invece hanno rifiutato di accettare qualsiasi software con funzionalità limitate, tra cui demo, uso studio, o software danneggiati. La maggior parte dei gruppi, come l'Association of Software Professionals, il Software Industry Professionals group e PC Shareware dichiarato espressamente la loro posizione e cioè che qualsiasi software commercializzato come try before you buy viene definito shareware.
Un altro problema è l'elevato numero di progetti shareware falliti o abbandonati. Siti come Tucows, download.com, e Handango contano migliaia di programmi shareware, molti dei quali non sono più in via di sviluppo, anche se gli autori possono ancora riceverne gli oneri. Un'indagine ha trovato che il 76% dei progetti elencati sono stati abbandonati oppure non sono più in fase di aggiornamento. Per lo più i progetti attivi vedono meno dello 0,5% dei downloader diventare clienti paganti, e almeno la metà degli utenti possono fare uso di versioni pirata del software.

## Derivati
Altri tipi di software, prendendo spunto dallo shareware, hanno mantenuto il suffisso “-ware” senza però richiedere all'utente il pagamento di oneri destinati all'autore. Come ad esempio:
- Postcardware, che richiede all'utente di inviare una cartolina a qualcuno
- Careware, che richiede all'utente di donare ad un ente di beneficenza
- Adware, che presenta al suo interno inserzioni pubblicitarie

Un altro tipo di distribuzione shareware molto popolare nel settore della telefonia mobile è rappresentata dagli App Store, dove gli utenti possono spesso ottenere applicazioni gratuite ma affiancate da banner pubblicitari, oppure versioni a pagamento ma senza pubblicità e con caratteristiche aggiuntive.

## Utilizzi
Il software trial ha principalmente due impieghi:
- Essere offerto già preinstallato sui PC per invogliare gli utenti all'acquisto (è soprattutto il caso di computer con Microsoft Windows preinstallato).
- Essere utilizzato, insieme a falle di sicurezza e patch apposite, per piratare il programma, ovvero ottenerlo illimitatamente come se si fosse comprata una licenza dallo sviluppatore. Questo tipo di pirateria è molto diffuso, soprattutto per programmi a grande diffusione come ad esempio la suite per ufficio Microsoft Office o i programmi di Adobe[10].

## Standard Industriali e Tecnologie
Esistono diversi standard ampiamente accettati e le tecnologie in uso per lo sviluppo e la promozione di shareware.
- FILE ID.DIZ è un file di testo descrittivo spesso incluso nei pacchetti scaricabili di distribuzione shareware.
- Portable Application Description-(PAD) è un documento XML utilizzato per standardizzare la descrizione delle applicazioni shareware.[11]
- DynamicPAD estende lo standard Portable Application Description (PAD), consentendo ai fornitori shareware di fornire file XML personalizzati per ogni sito di download. DynamicPAD è un insieme di script PHP server-side distribuiti sotto licenza GPL e un builder freeware per Windows a 32 bit.
- Code Signing è una tecnologia utilizzata dagli sviluppatori di shareware per firmare digitalmente i loro prodotti. Le versioni più recenti dei sistemi operativi Microsoft, in particolare Windows XP Service Pack 2 e Windows Vista, visualizzano un avvertimento quando l'utente installa un software non firmato.